# 佐々木建仁
佐々木建仁（ささき けんじ）は日本のゲームクリエイター。宮城県仙台市出身。株式会社ビットスターの代表取締役社長。

## 概要
業務用ゲームやアーケードゲームの開発に多く携わる。リッジレーサーでは世界観構築とビジュアルを担当し、セガラリーシリーズやスター・ウォーズアーケードシリーズではゲームデザインを含むディレクションとビジュアル全般を兼任している。トランスやテクノ、ユーロビート等のダンスミュージックを好むため、関係作品のBGMには該当ジャンルの楽曲が採用されていることが多い。セガツーリングカーチャンピオンシップでは車（レース）とユーロビートを結びつけ、以後のレースや車を扱う映像作品やレースゲームに多大な影響を与えた。

## 経歴

### CG映像クリエイター
専門学校（筑波研究学園専門学校）職員、家電メーカーなどを経てCG映像制作会社のスタッフとなる。
1989年頃から1990年代初頭にかけてのバブル期、CG映像制作会社から派遣されていた大成建設で東京都庁（現都庁舍）やアクアラインなどの巨大プロジェクトのCGシミュレーションや、NHKの特集番組向けなどの映像制作業務に携わる。
1990年から1992年にかけ、株式会社セガ・エンタープライゼスの体感シミュレーションAS-1用の映像を制作。（スクランブルトレーニング、セガ・スーパーコースター）

### ナムコ
1992年、ナムコに入社。当時最先端の技術であったリアルタイム3DCGを用いたビデオゲームの開発に携わる。リッジレーサーではビジュアル全般とリアルタイムCG映像制作の技術サポートを担当。リアルさとゲームらしさが調和した独特な世界観を構築した。

### セガ
1994年、セガ・エンタープライゼスに入社。セガラリーチャンピオンシップのゲームデザインとディレクションを担当。セガラリーを皮切りに業務用ゲームのデザイン、ディレクションを中心に従事。
2000年、セガ組織改編に伴い、佐々木が部長を務めていた第5ソフトウェア研究開発部が、同社の開発子会社セガ・ロッソとして分割され、代表取締役社長に就任。
2003年、セガの開発子会社が再編され、セガ・ロッソはヒットメーカーに吸収合併された。
2004年、他の開発子会社であるセガワウ、SEGA-AM2、アミューズメントヴィジョン、スマイルビット、ソニックチーム、デジタルレックスとともに再びセガに統合。セガの上席参事に就任。
2005年、セガを退職。

### ビットスター
2006年、CGデザイナーの庄司久美子と共に株式会社ビットスターを設立。代表取締役社長に就任。
2009年、幕張メッセで開催されたAOUアミューズメントエキスポ（AOUショー）でSimuline社との共同制作タイトル、アクアレースエクストリームを発表。

## 携わった主な作品
- 『セガ・スーパーコースター』＊体感シミュレーター「AS-1」用コンテンツ
- 『スクランブルトレーニング』＊体感シミュレーター「AS-1」用コンテンツ
- 『マイケル・ジャクソン・イン・スクランブルトレーニング』
- 『リッジレーサー』
- 『リッジレーサーフルスケール』
- 『セガラリーチャンピオンシップ』
- 『セガラリー2』
- 『セガツーリングカーチャンピオンシップ』
- 『スター・ウォーズ トリロジーアーケード』
- 『スター・ウォーズ レーサーアーケード』
- 『D1GPアーケード』
- 『アクアレースエクストリーム』
- 『首都高バトル』
- 『首都高バトルR』
- 『かっとびチューン』